# Apparence trompeuse (film, 2007)
Pour les articles homonymes, voir Apparence trompeuse.
Pour le film de 2018, voir Apparence trompeuse (film, 2018).
Pour plus de détails, voir Fiche technique et Distribution.
Apparence trompeuse (Spinning into Butter) est un film américain réalisé par Mark Brokaw, sorti en 2007.

## Synopsis
La doyenne d'une université doit faire face à un crime raciste ayant eu lieu sur son campus.

## Fiche technique
- Titre : Apparence trompeuse
- Titre original : Spinning into Butter
- Réalisation : Mark Brokaw
- Scénario : Doug Atchison et Rebecca Gilman d'après sa pièce de théâtre
- Musique : Mark Davis
- Photographie : John Thomas
- Montage : Suzy Elmiger
- Production : Ryan Howe, Sarah Jessica Parker, Lou Pitt et Norman Twain
- Société de production : Whitsett Hill Films et Norman Twain Productions
- Société de distribution : Screen Media Films (États-Unis)
- Pays :  États-Unis
- Genre : Drame
- Durée : 86 minutes
- Dates de sortie : 
  -  Canada : 30 août 2007 (festival des films du monde de Montréal)
  -  États-Unis : 27 mars 2009

## Distribution
- Sarah Jessica Parker (VF : Martine Irzenski) : Sarah Daniels
- Miranda Richardson : Dean Catherine Kenney
- Victor Rasuk : Patrick Chibas
- Jake M. Smith : Jason
- Becky Ann Baker : Ruby
- Daniel Eric Gold : Nathan
- Richard Riehle : Paul Meyers
- Paul James : Simon Brick
- Beau Bridges (VF : Mathieu Rivolier) : Dean Burton Strauss
- Peter Friedman : Jay Salter
- Jessi Campbell : Lindsey
- Emma Myles : Anika
- Enver Gjokaj : Greg Sullivan
- DeWanda Wise : Claudia Thompson
- Jimonn Cole : Tyler Hogan
- Genevieve Elam : Rita Chambers
- Mykelti Williamson (VF : Jérôme Keen) : Aaron Carmichael
- Harry Zittel : Reid
- Betsy Beutler : Lee
- James Rebhorn : le président Winston Garvey
- George Merritt : Chaplain Eugene Scott
- Linda Powell : Ellen Jenkins
- Matt Servitto : Mike Olsen
- Woody Boley : Sam
- Michelle Beck : Sasha
- Joel Johnstone : Eric Aller
- Sophia Chang : Masako
- Utkarsh Ambudkar : Nick
- Jennifer Rapp : Lori

## Accueil
Le film a reçu un accueil défavorable de la critique. Il obtient un score moyen de 20 % sur Metacritic.